# 오스트레일리아넓적부리

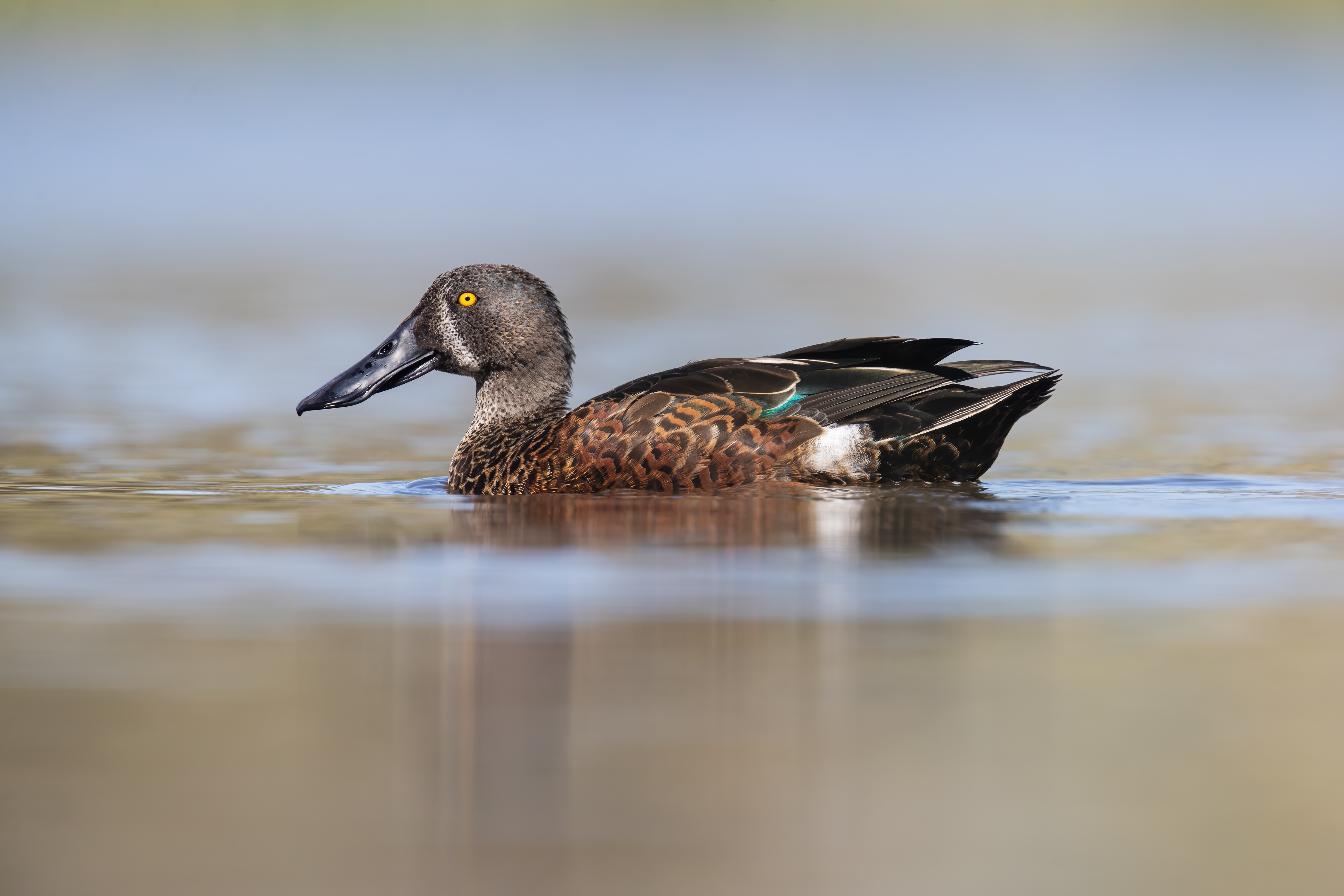
수컷

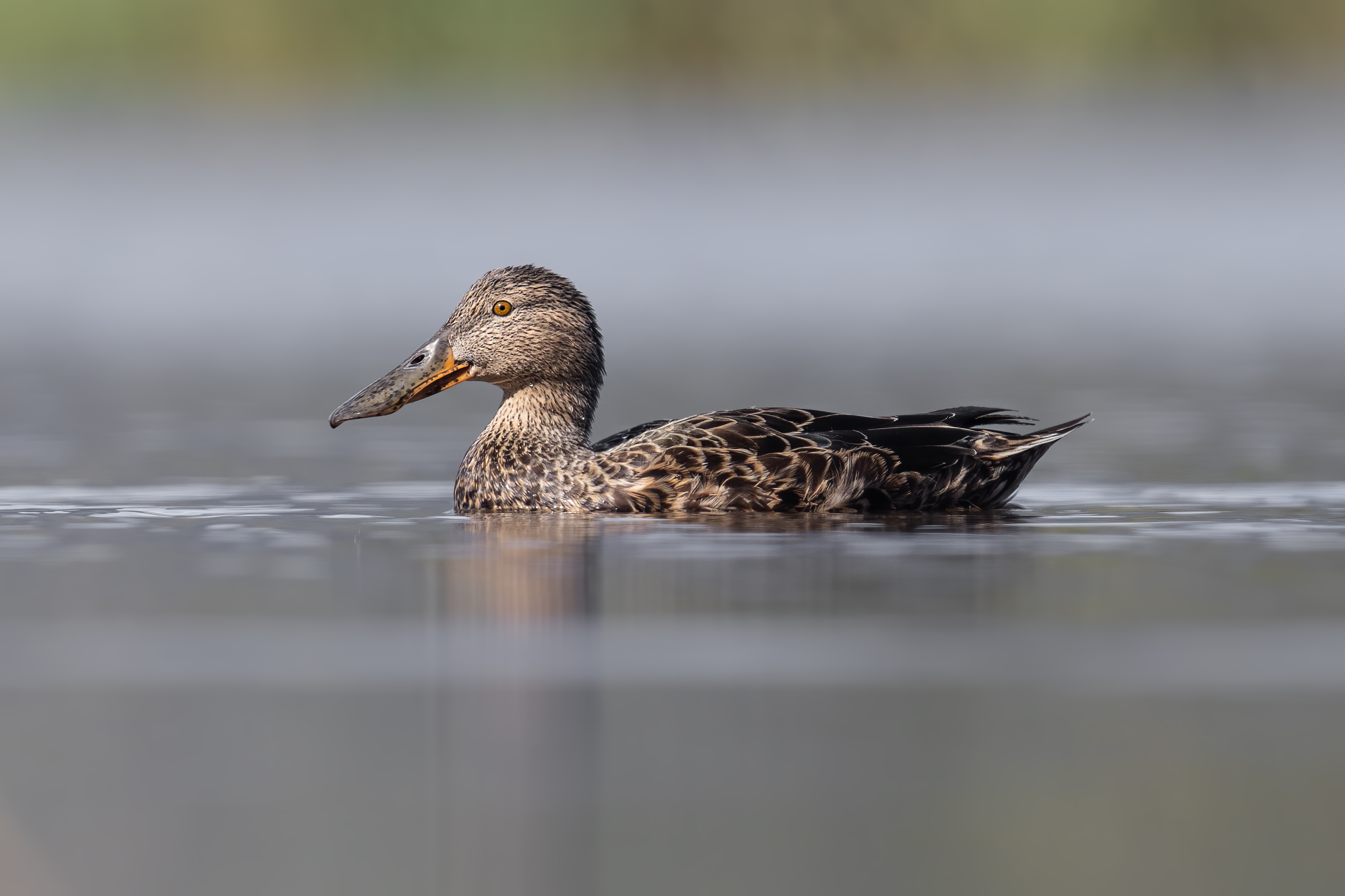
암컷

오스트레일리아넓적부리(Australasian shoveler, Spatula rhynchotis)는 주걱속에 속하는 물놀이 오리의 일종이다. 크기는 46~53cm이다. 식물이 많이 우거진 늪지대에 산다. 오스트레일리아에서는 1974년 국립공원 및 야생동물법에 따라 보호받고 있다. 오스트레일리아 남서부와 남동부, 태즈메이니아주, 뉴질랜드에서 발견된다. 수컷은 청회색 머리에 눈 앞에 흰색 수직 초승달 모양이 있다.